# Швейцарско психоаналитично общество
Швейцарското психоаналитично общество (на немски: Schweizerische Gesellschaft für Psychoanalyse), или ШПО, е основано през 1919 г. от Емил Оберхолцер, съпругата му и Оскар Пфистер.
През 1920 г. те учредяват в Женева Психоаналитично общество на Женева от лекари и неспециалисти. Едуар Клапаред е председател, членове са Пиер Бове, Анри Флурноа, Шарл Одие, Реймон дьо Сосюр, Жан Пиаже, Сабина Шпилрайн.
Емил Оберхолцер, в конфликт с първия си аналитик Оскар Пфистер, създава за кратко през 1928 г. Швейцарско медицинско общество за психоанализа, което не е признато от МПА чрез писмен отговор към тях от Ана Фройд, изискващ да се саморазпуснат (вижте Лаическа анализа).
Първите 2 психиатри, които въвеждат идеите на Фройд в Швейцария и особено в Цюрих, са Огюст Форел и Ойген Блойлер.